# Schonungen
Schonungen è un comune tedesco di 7 779 abitanti, situato nel land della Baviera.

## Geografia
Il centro abitato è situato sulle rive del Meno circa 5 km a est di Schweinfurt, il nucleo storico della cittadina si trova in corrispondenza dell'avvallamento creato dall'estuario del fiume Steinach nel Meno. Le aree residenziali più recenti si sono sviluppate sui pendii circostanti.
Schonungen si trova nella parte nordorientale della regione vinicola della Franconia.